# سمعان‌داغ
سامان‌داغ (به ترکی استانبولی: Samandağ) شهری است در کشور ترکیه که در استان ختای واقع شده‌است. جمعیت این شهر بر اساس سرشماری سال ۲۰۰۸ میلادی ۴۳٬۵۲۸ نفر و بر اساس برآوردهای سال ۲۰۰۹ میلادی ۴۵٬۰۴۴ نفر می‌باشد.
مردم آن گویش عربی دارند و علوی‌مذهب‌اند.
این شهر پیش از این سویدیه نام داشت اما از سال ۱۹۴۸ میلادی سامان‌داغ نامیده شد که ترکی‌شده نام عربی «جبل السمان» است و به قدیس سمان اشاره دارد که مدتی را در این کوه به‌سر برده‌بود.